# 西山街道 (鄂州市)
西山街道，是中华人民共和国湖北省鄂州市鄂城区下辖的一个乡镇级行政单位。

## 行政区划
西山街道下辖以下地区：
八大家社区、大旗墩社区、落架坪社区、西山坡社区、水泥厂社区、雨台山社区、桂花园社区、寒溪社区、雷山社区、西山社区、石山社区、新火车站社区、鄂钢桥村、朱家垴村、华光村、梁新屋村、七里界村、塘角头村和小桥村。